# Zuidoostelijke kuststrook tijdens de Amerikaanse Burgeroorlog
De Operaties bij de zuidoostelijke kusstrook omvat militaire en marine activiteiten nabij de kusten van South Carolina, Florida, Alabama, Mississippi, Louisiana en Texas tijdens de Amerikaanse Burgeroorlog. Ook het zuidelijk deel van de Mississippi River valt binnen dit bereik.
De operaties in het binnenland vallen onder het westelijk front of de Trans-Mississippi theater naargelang de veldslagen ten westen of ten oosten van de Mississippi plaatsvonden.
Deze indeling werd ingevoerd door de National Park Service.